# Joana Eidukonytė
Joana Eidukonytė (* 2. Oktober 1994 in Vilnius) ist eine litauische Tennisspielerin.

## Karriere
Eidukonytė begann im Alter von acht Jahren mit dem Tennissport und spielt laut ITF-Profil bevorzugt auf Sand- und Hartplätzen. Auf Turnieren der ITF Women’s World Tennis Tour gewann sie bislang einen Titel im Einzel.
In den Jahren 2011 bis 2013 und ab 2017 spielte sie insgesamt 22-mal für die Litauische Fed-Cup-Mannschaft an und gewann von ihren 29 Matches 16, davon elf im Einzel und fünf im Doppel.
Ihr bislang letztes internationale Turnier spielte Eidukonytė im August 2019. Sie wird daher nicht mehr in der Weltrangliste geführt.

## College-Tennis
Als College-Tennis-Spielerin trat sie für die "Tigers", die Damenmannschaft der Clemson University an, wo sie in der College-Tennis-Saison 2015/16 bei den ITA National Intercollegiate Indoor Championships das Finale im Dameneinzel erreichte, wo sie gegen Francesca Di Lorenzo mit 3:6 und 1:6 verlor. Bei den NCAA Division I Tennis Championships 2015 erreichte sie im Dameneinzel das Achtelfinale.

## Turniersiege

### Einzel
| Nr. | Datum          | Turnier | Kategorie   | Belag | Finalgegnerin | Ergebnis |
| --- | -------------- | ------- | ----------- | ----- | ------------- | -------- |
| 1.  | 2. August 2015 | Pärnu   | ITF $10.000 | Sand  | Eva Wacanno   | 6:2, 6:3 |